# Ulica Ruska w Lublinie
Ulica Ruska – ulica w centrum Lublina, licząca 450 m długości. 

## Historia

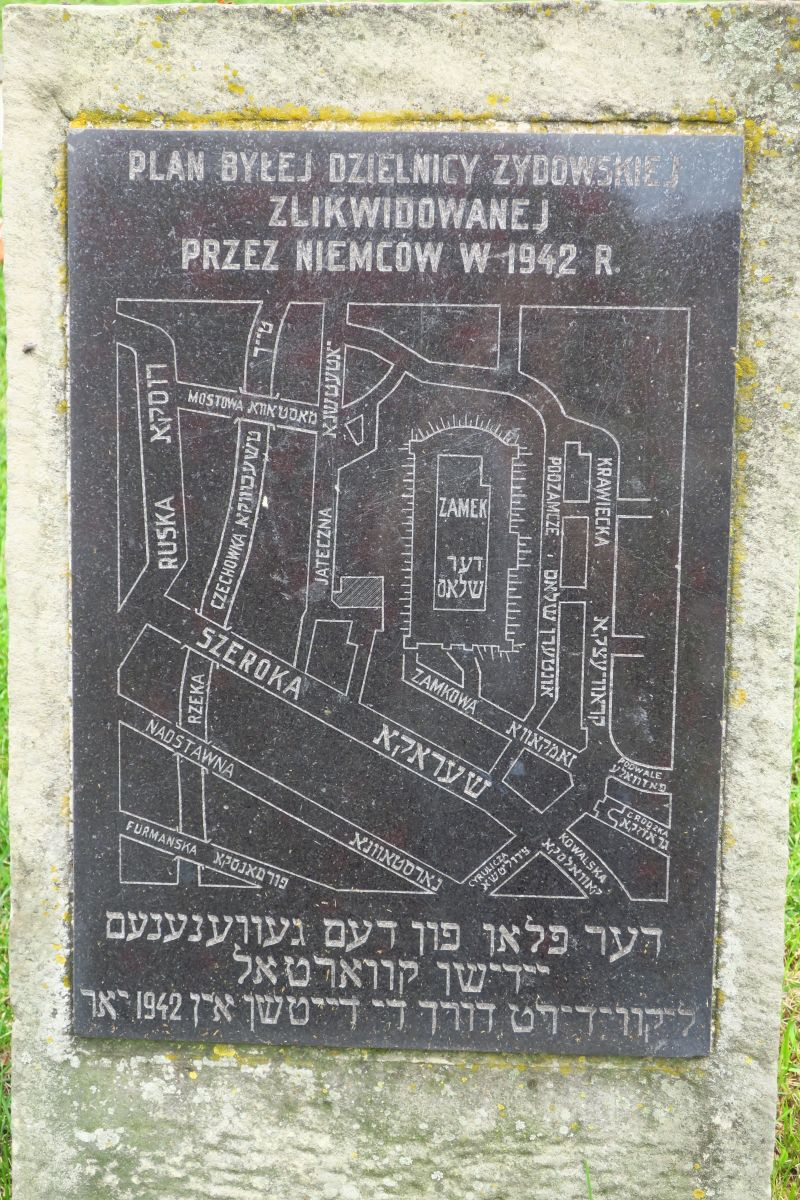
Położenie ul. Ruskiej na historycznym planie

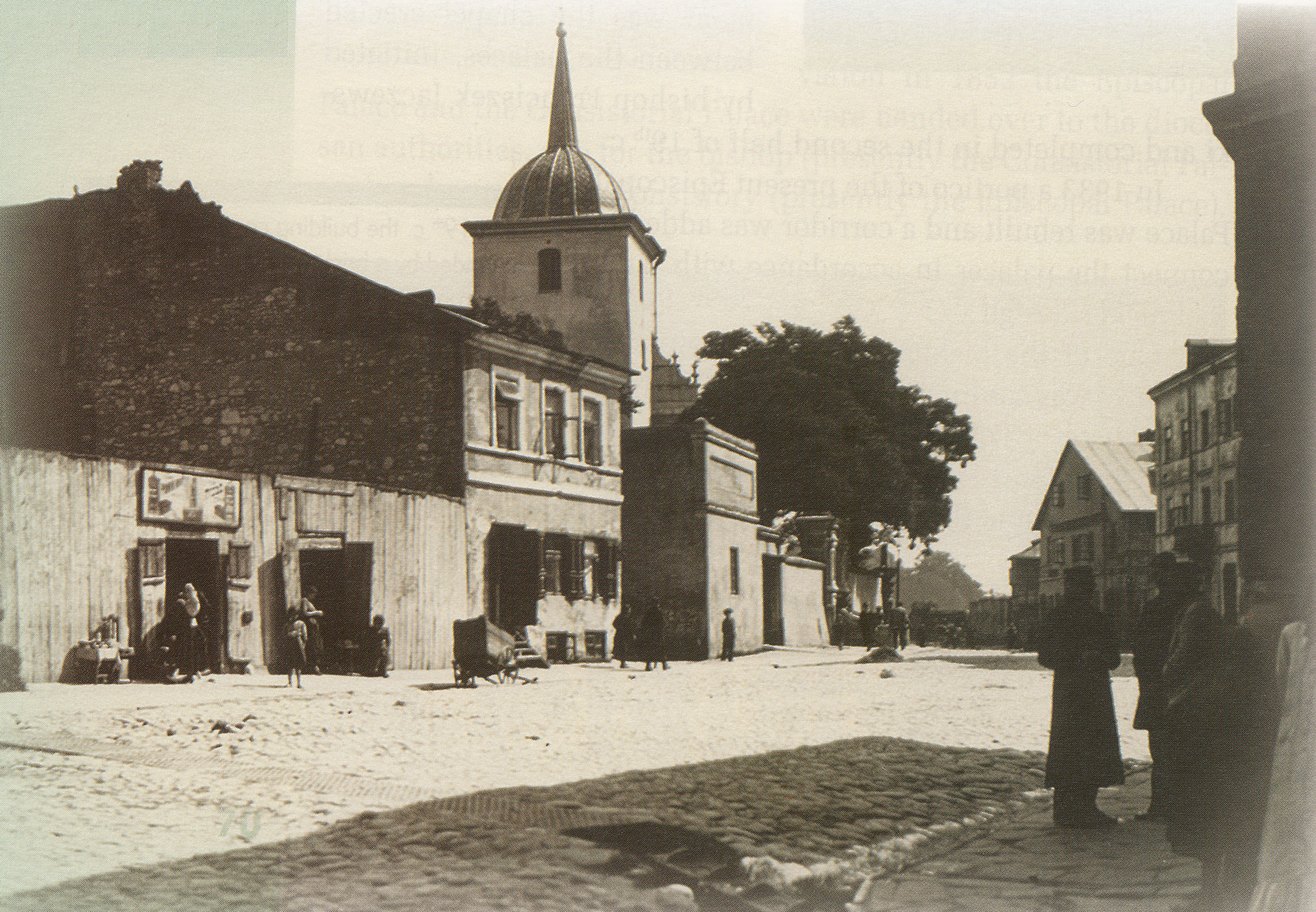
Ul. Ruska w 1926

Dokładne pochodzenie nazwy tej ulicy nie jest znane. Istnieją spekulacje, że pochodzi ona od tego, że wiodła w kierunku Rusi, ponieważ dawny przebieg tej ulicy był fragmentem drogi u podnóża Czwartku, która zorientowana była na wschód.
Ulica Ruska wiodła z południowej strony soboru, przez tereny, na których obecnie znajduje się dworzec PKS i targ. Jej nowy przebieg, po północnej stronie cerkwi, ustalono w roku 1970. 
Ulica Ruska w okresie międzywojennym była jedną z arterii żydowskiej dzielnicy Lublina. Przy niej znajdowało  się wiele warsztatów rzemieślniczych, a także bazar. Znajdowały się tu synagoga Towarzystwa Bikur Cholim i Szkoła Ludowa. Większość mieszkańców ulicy Ruskiej było ubogich. Utrzymywali się z m.in. rymarstwa, piekarstwa i garbarstwa.

## Otoczenie ulicy
Bezpośrednio przy ulicy pozostały tylko dwie kamienice z przełomu XIX i XX wieku. Po przeciwnej stronie znajduje się targ spożywczo-przemysłowy. W bezpośredniej bliskości ulicy znajdują się też obiekty sakralne, takie jak sobór Przemienienia Pańskiego, czy też kościół św. Mikołaja na Czwartku. W sąsiedztwie ulicy zlokalizowane są szkoły: Liceum Ogólnokształcące nr IV im. Stefanii Sempołowskiej, Gimnazjum nr 19 im. Józefa Czechowicza oraz liceum im. św. Stanisława Kostki. Nieopodal znajduje się także dworzec główny PKS.